# Bogdan Planić
Bogdan Planić (n. 19 ianuarie 1992, Užice, Republica Serbia, RSF Iugoslavia) este un fotbalist sârb, care joacă pe post de fundaș la Maccabi Haifa în Ligat ha'Al.

## Legături externe
- Bogdan Planić la Utakmica.rs
- Bogdan Planić statistici și biografie la FootballDatabase.com
- Bogdan Planić – pe site-ul UEFA